# Barańczyce
Barańczyce (ukr. Баранівці) – wieś w rejonie samborskim obwodu lwowskiego. Wieś liczy 678 mieszkańców.

## Historia
Wieś założona w XV w. Pod koniec XIX w. wieś w powiecie samborskim. W II Rzeczypospolitej miejscowość była siedzibą gminy wiejskiej Barańczyce.